# Rebecca of Sunnybrook Farm (1938)
Rebecca of Sunnybrook Farm is een Amerikaanse film uit 1938 onder regie van Allan Dwan. De film is gebaseerd op het kinderboek van Kate Douglas Wiggin.

## Verhaal
Rebecca woont bij haar oom en tante. Als haar oom haar en zijn vrouw in de steek laat, mag Rebecca nog maar weinig. Wanneer ze de kans krijgt beroemd te worden via haar buurman Anthony Kent, wordt dit haar streng verboden. Toch luistert ze hier niet naar...

## Rolverdeling
| Acteur         | Personage             |
| -------------- | --------------------- |
| Shirley Temple | Rebecca Winstead      |
| Gloria Stuart  | Gwen Warren           |
| Randolph Scott | Anthony Kent          |
| Jack Haley     | Orville Smithers      |
| Phyllis Brooks | Lola Lee              |
| Helen Westley  | Tante Miranda Wilkins |